# Charles Bigot (rugby à XV)
Pour les articles homonymes, voir Charles Bigot et Bigot.
Pas d'image ? Cliquez ici

a Compétitions nationales et continentales officielles uniquement.

b Matchs officiels uniquement.
Dernière mise à jour le 15 février 2013.
Charles Bigot, né le 4 février 1906 à Lézignan (aujourd'hui Lézignan-Corbières) et mort le 25 août 1979 à Orange, est un joueur français de rugby à XV évoluant au poste de talonneur ou de troisième ligne aile. 

## Biographie
Charles Bigot en club avec l'US Quillan, le FC Lézignan et l'US Montauban. Il dispute la finale du Championnat de France 1930 avec l'US Quillan, battu 4 à 0 par le SU Agen. Il connaît quatre sélections en équipe de France dans le cadre du Tournoi des Cinq Nations. En 1935, il dispute et remporte le Tournoi européen FIRA en battant l'équipe d'Italie sur le score de 44 à 6 le 22 avril à Rome,.

## Palmarès

### En club
- Finaliste du Championnat de France en 1930

### En équipe nationale
- Vainqueur du Tournoi européen FIRA en 1935

## Statistiques en équipe nationale
- 4 sélections
- Sélections par année : 2 en 1930, 2 en 1931
- Tournois des Cinq Nations disputés : en 1930 et 1931